# Eparchia di Nostra Signora del Paradiso di San Paolo dei Melchiti
L'eparchia di Nostra Signora del Paradiso di San Paolo dei Melchiti (in latino Eparchia Dominae Nostrae Paradisis Sancti Pauli Graecorum Melkitarum) è una sede della Chiesa cattolica greco-melchita in Brasile suffraganea dell'arcidiocesi di San Paolo. Nel 2021 contava 431.000 battezzati. È retta dall'eparca Georges Khoury.

## Territorio
L'eparchia comprende tutti i fedeli della Chiesa cattolica greco-melchita residenti in Brasile.
Sede eparchiale è la città di San Paolo, dove si trova la cattedrale di Nostra Signora del Paradiso.
Il territorio è suddiviso in 5 parrocchie. Comunità melchite si trovano, oltre che a San Paolo, anche a Rio de Janeiro, Fortaleza, Juiz de Fora, Belo Horizonte, Taubaté, Tremembé, Votorantim.

## Storia
La presenza cattolica greco-melchita in Brasile si costituì a partire dal XX secolo. Nel 1939 arrivò nel Paese il primo prete melchita, padre Elias Coueter, parroco della chiesa di San Basilio a Rio de Janeiro. Il 14 novembre 1951 fu eretto l'ordinariato del Brasile per i fedeli di rito orientale, di cui Coueter divenne vicario generale. Nel 1960 fu nominato vescovo ausiliare di Rio de Janeiro e incaricato delle comunità melchite del Brasile.
L'eparchia è stata eretta il 29 novembre 1971 con la bolla Haec romana di papa Paolo VI.

## Cronotassi dei vescovi
Si omettono i periodi di sede vacante non superiori ai 2 anni o non storicamente accertati.
- Elias Coueter † (29 novembre 1971 - 22 giugno 1978 ritirato)
- Spiridon Mattar † (22 giugno 1978 - 20 aprile 1990 dimesso)
- Pierre Mouallem, S.M.S.P. (20 aprile 1990 - 29 luglio 1998 nominato arcivescovo di Akka)
- Fares Maakaroun (18 dicembre 1999 - 21 luglio 2014 dimesso)
- Joseph Gébara (21 luglio 2014 succeduto - 20 febbraio 2018 nominato arcieparca di Petra e Filadelfia dei Melchiti)[1]
- Georges Khoury, dal 17 giugno 2019

## Statistiche
L'eparchia nel 2021 contava 431.000 battezzati.
| anno | popolazione | popolazione | popolazione | presbiteri | presbiteri | presbiteri | presbiteri                | diaconi | religiosi | religiosi | parrocchie |
| anno | battezzati  | totale      | %           | numero     | secolari   | regolari   | battezzati per presbitero | diaconi | uomini    | donne     | parrocchie |
| ---- | ----------- | ----------- | ----------- | ---------- | ---------- | ---------- | ------------------------- | ------- | --------- | --------- | ---------- |
| 1976 | 48.000      | ?           | ?           | 8          | 5          | 3          | 6.000                     |         | 3         |           | 5          |
| 1980 | 80.000      | ?           | ?           | 7          | 5          | 2          | 11.428                    |         | 2         |           | 5          |
| 1987 | 368.000     | ?           | ?           | 4          | 1          | 3          | 92.000                    |         | 3         |           | 4          |
| 1999 | 413.000     | ?           | ?           | 6          | 6          |            | 68.833                    | 4       |           |           | 5          |
| 2000 | 413.000     | ?           | ?           | 7          | 7          |            | 59.000                    | 4       |           |           | 5          |
| 2001 | 413.000     | ?           | ?           | 6          | 6          |            | 68.833                    | 4       |           |           | 5          |
| 2002 | 413.000     | ?           | ?           | 6          | 6          |            | 68.833                    | 4       |           |           | 5          |
| 2003 | 418.000     | ?           | ?           | 8          | 8          |            | 52.250                    | 4       |           |           | 5          |
| 2004 | 418.000     | ?           | ?           | 8          | 8          |            | 52.250                    | 4       |           |           | 5          |
| 2009 | 420.000     | ?           | ?           | 13         | 10         | 3          | 32.307                    | 3       | 6         | 5         | 5          |
| 2013 | 436.000     | ?           | ?           | 11         | 7          | 4          | 39.636                    | 3       | 4         |           | 5          |
| 2016 | 446.600     | ?           | ?           | 9          | 7          | 2          | 49.622                    | 3       | 2         | 2         | 4          |
| 2019 | 424.230     | ?           | ?           | 4          | 4          |            | 106.057                   | 2       |           | 7         | 5          |
| 2021 | 431.000     | ?           | ?           | 7          | 7          |            | 61.571                    | 2       |           |           | 5          |